# Osco
Osco is een plaats en voormalige gemeente in het Zwitserse kanton Ticino en maakt deel uit van het district Leventina.
Osco telt 116 inwoners.

## Geschiedenis
Op 1 april 2012 ging de Osco op in de gemeente Faido.